# Tragia dioica
Tragia dioica är en törelväxtart som beskrevs av Otto Wilhelm Sonder. Tragia dioica ingår i släktet Tragia och familjen törelväxter.

## Underarter
Arten delas in i följande underarter:
- T. d. dioica
- T. d. lobata